# كندال بيندر
كندال بيندر (بالإنجليزية: Kendal Pinder)‏ مواليد 25 أبريل 1956 في باهاماس، هو لاعب كرة سلة بهامي سابق. بدأ مسيرته الاحترافية في سنة 1979. تم اختياره من قبل فريق أتلانتا هوكس خلال الدرافت. اعتزل اللعب في 1995.

## المسيرة الاحترافية
لعب مع هارلم غلوبتروترز من سنة 1980 إلى 1983، ثم لعب مع برث وايلدكاتز في الدوري الأسترالي من سنة 1987 إلى 1992، ثم لعب مع إلوارا هوكز في سنة 1995.